# Christer Themptander
Christer Robert Themptander, född 23 maj 1943 i Stockholm, är en svensk konstnär, bildaktivist, poet och grafiker. 
Themptander var med i kretsen kring tidningen PUSS där han bland annat gjorde omslag och baksidor. Themptander var en av konstnärerna bakom Nationalgalleriet som existerade 1984–2016 i Gamla stan i Stockholm.
Sedan 2005 är Themptanders affisch Vi glömmer aldrig Wounded Knee med i en stor vandringsutställning i USA, The Graphic Imperative Exhibition, kurerad av Massachusetts College of Art and Design, som en av de 121 bästa affischerna i västvärlden gjorda 1965–2005. Utställningen med socio-politiska affischer från olika delar av världen visades under en femårsperiod på mer än 20 platser i USA och andra länder.
Christer Themptander var gift med Inger Fredriksson (1943–2022) och de fick tillsammans dottern Yolanda Themptander, född 1980.